# تیم ملی فوتبال زیر ۲۰ سال زنان لسوتو
تیم ملی فوتبال زیر ۲۰ سال زنان لسوتو نماینده کشور لسوتو در رقابت‌های بین‌المللی فوتبال زنان در رده سنی زیر ۲۰ سال است. این تیم تحت مدیریت اتحادیه فوتبال لسوتو فعالیت می‌کند و با لقب «سوسن‌ها» (Lilies) شناخته می‌شود.
هدف اصلی این تیم، حضور موفق در رقابت‌های منطقه‌ای از جمله قهرمانی زیر ۲۰ سال زنان کوسافا و آماده‌سازی بازیکنان جوان برای پیوستن به تیم ملی فوتبال زنان لسوتو در سطح بزرگسالان است.